# Torneo de Chengdú 2016
El Chengdu Open 2016 es un torneo de tenis jugado en canchas duras . Es la 1ª edición del Chengdu Open, y forma parte de la ATP World Tour 250 series del 2016. Se llevará a cabo en el Sichuan International Tennis Center en Chengdu, China, del 26 de septiembre al 2 de octubre de 2016.

## Cabeza de serie

### Individual
| Tenista              | Ranking | Preclasificada |
| Dominic Thiem        | 10      | 1              |
| Nick Kyrgios         | 15      | 2              |
| Grigor Dimitrov      | 21      | 3              |
| Feliciano López      | 26      | 4              |
| Albert Ramos-Viñolas | 32      | 5              |
| Viktor Troicki       | 33      | 6              |
| João Sousa           | 34      | 7              |
| Paolo Lorenzi        | 35      | 8              |

- El Ranking es de 19 de septiembre de 2016.

### Dobles
| Tenista                                 | Ranking | Preclasificada |
| Raven Klaasen Rajeev Ram                | 31      | 1              |
| Juan Sebastián Cabal Robert Farah       | 54      | 2              |
| Dominic Inglot Nenad Zimonjić           | 88      | 3              |
| Pablo Carreño Busta Mariusz Fyrstenberg | 105     | 4              |

## Campeones

### Individual Masculino
Karen Jachanov  venció a  Albert Ramos-Viñolas por 6-7(4), 7-6(3), 6-3

### Dobles Masculino
Raven Klaasen /  Rajeev Ram vencieron a  Pablo Carreño Busta /  Mariusz Fyrstenberg por 7-6(2), 7-5